# Zračna luka Bandar Lenge
Zračna luka Bandar Lenge (IATA kod: BDH, ICAO kod: OIBL) smještena je nedaleko od grada Bandar Lenga u južnom dijelu Irana odnosno pokrajini Hormuzgan. Nalazi se na nadmorskoj visini od 20 m. Zračna luka ima jednu asfaltiranu uzletno-sletnu stazu dužine 2500 m, a koristi se za tuzemne letove. Zračni prijevoznici koji nude redovne letove u ovoj zračnoj luci uključuju Iran Air (iz/u: Širaz) i Iran Aseman Airlines (iz/u: Teheran-Mehrabad).

## Vanjske poveznice
- (engl.) [neaktivna poveznica]
- (engl.) DAFIF, Great Circle Mapper: BDH